# Трёхактная структура
Трёхактная структура — это модель, используемая в нарративе, которая делит историю на три акта. Эти три акта называются «завязка», «конфронтация» и «развязка». Эту структуру описывал ещё Элий Донат в IV веке нашей эры, а также Сид Филд в своей книге «Сценарий: основы сценарного мастерства».

## Драматический вопрос
По мере развития сюжета сюжет обычно развивается таким образом, что возникает вопрос «да» или «нет», главный драматический вопрос. Например, завоюет ли мальчик сердце девочки? Спасёт ли положение герой? Сможет ли детектив разгадать тайну? Будет ли преступник пойман правоохранительными органами и привлечён к ответственности? Будет ли главный герой убит преступником? На этот вопрос нужно ответить в кульминации рассказа. Часто ответ — «да»; «нет»; «может быть»; «Да, но…»; или «нет, и более того…»

## Структура
- Первый акт, «завязка», обычно используется для экспозиции, чтобы показать читателю или зрителю героев, их отношения и мир, в котором они живут. Позже в первом акте происходит резкое событие, которое выступает как катализатор происходящему. Оно выступает помехой главному герою (протагонисту), и его попытки разобраться с этим событием приводят ко второй, более драматической ситуации, известной как первая сюжетная точка, которая (1) сигнализирует об окончании первого акта, (2) делает так, чтобы возврат для главного героя в исходную ситуацию был невозможен и (3) поднимает драматический вопрос, на который будет дан ответ в кульминации фильма. Драматический вопрос должен быть сформулирован с точки зрения мотивации главного героя: (Сможет ли X вернуть алмаз? Получит ли Y девушку? Поймает ли Z убийцу?)[1].

- Второй акт, «конфронтация», также называемый «развитием действия», обычно изображает попытку главного героя разрешить проблему, начатую первым поворотным моментом, но в результате ситуация только усугубляется. Одна из причин, по которой протагонист не может решить свои проблемы, заключается в том, что у него ещё нет должного развития, чтобы справиться с противостоящими им силами. Он должен не только научиться чему-то новому, но и осознать, кто он и на что он способен, чтобы справиться со своим затруднительным положением, которое, в свою очередь, меняет его самого. Это называется развитием персонажа или дугой (аркой) персонажа. Как правило, подобный путь нельзя пройти в одиночку, и герою обычно помогают другие персонажи, которые выступают в роли своего рода наставников[1].

- Третий акт, «развязка» истории и её подсюжетов. Кульминация — это сцена или последовательность сцен, в которой напряжение истории доводится до своей крайности, и на драматический вопрос дан ответ, он и показывает герою или прочим персонажам, кем они стали в итоге[1].